# 세계보건기구
세계보건기구(世界保健機構, 영어: World Health Organization, WHO)는 국제 공중보건을 책임지는 유엔 전문 기구이다. 2023년 기준으로 194개 회원국이 WHO에 가맹되었으며, 그 목적은 세계 인류가 가능한 한 최고의 건강 수준에 도달하는 것이다.

## 역사
WHO의 설립은 1946년에 허가되었으며 1948년 4월 7일에 정식으로 발족하였다. 그러므로 이 날은 해마다 ‘세계 보건의 날’로 기념하고 있다. WHO는 크게 두 가지 입헌적 직무를 맡고 있다.
1. 국제 보건사업의 지도와 조정
2. 회원국 간의 기술원조 장려

WHO는 세 가지 주요기관(세계보건총회, 이사회, 사무국)을 통하여 업무를 수행한다. WHO 본부는 스위스 제네바에 위치해 있다. WHO는 세계 각지에 6개 지역 기구로 분산되어 있으며 지역 기구마다 지역위원회와 지역사무국이 구성되어 있다.

## 목적 및 역할
WHO의 목적은 세계 모든 사람들이 가능한 한 최고의 건강 수준에 도달하는 것으로 정해져 있고, 규약에 의거하여 국제 보건에 대한 지도와 조정을 담당하고 다음과 같이 구체적인 몇 가지 책임을 가리킨다.
- 요청 시 보건 시설을 강화시키기 위하여 정부에 도움을 줌.
- 필요에 따라 질병학과 통계학을 포함한 기술적 및 행정상의 서비스를 제공함.
- 보건 분야에 대한 정보제공, 협의 및 원조.
- 유행성, 풍토성 등의 질병을 근절하도록 고무함.
- 영양, 주거, 위생, 직장 등의 환경에 대한 위생상태 개선을 장려함.
- 보건강화에 공헌하는 과학적, 전문적 모임 간 협동을 장려함.
- 보건에 관련된 국제 협정 및 협약을 건의함.
- 보건 분야의 연구를 장려하고 지휘함.
- 음식, 생물 및 약에 관련된 국제적인 기준을 설립함.
- 보건 관련 정보에 입각한 여론 조성을 도움.

## 도구

### 회원국

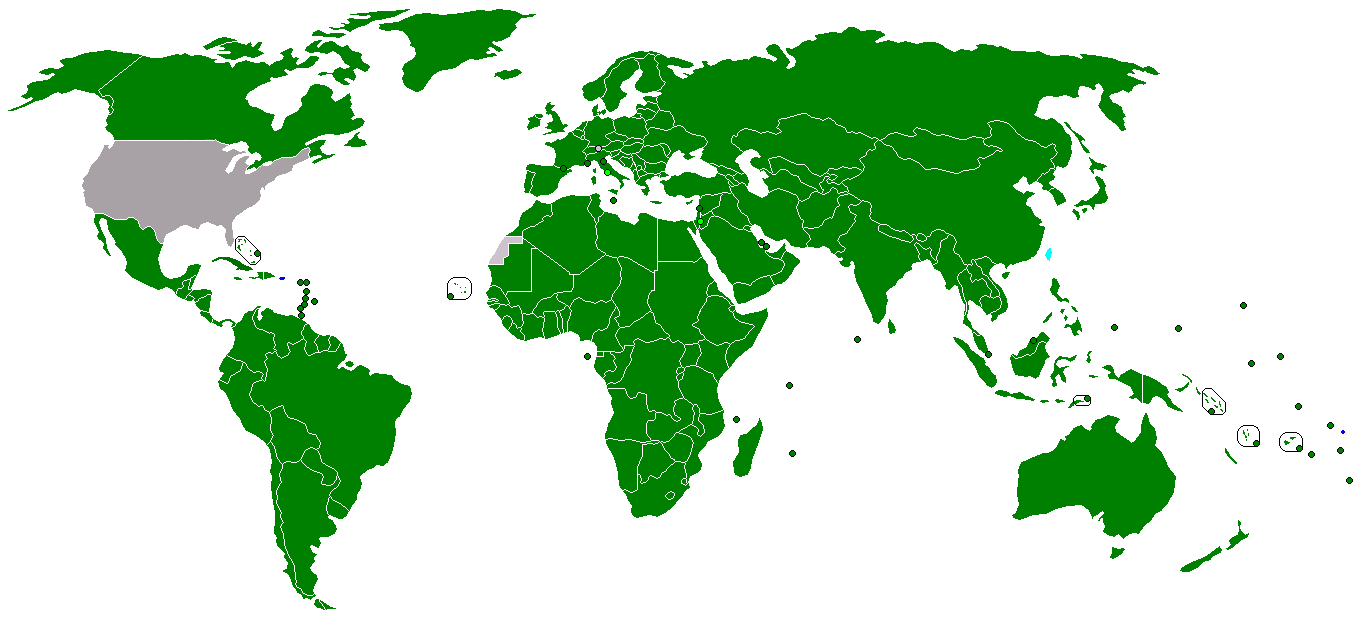
세계보건기구 회원국

세계보건기구는 2023년 기준으로 194개 회원국이 가입되어 있다. 리히텐슈타인을 제외한 192개 유엔 회원국, 뉴질랜드의 자치령인 쿡 제도·니우에가 가입되어 있는데 세계보건기구의 헌법 역할을 하는 조약에 비준하는 대로 세계보건기구의 회원국이 된다.
미국의 자치령인 푸에르토리코, 뉴질랜드의 자치령인 토켈라우는 준회원국으로 가입되어 있다. 팔레스타인, 성좌, 몰타 기사단은 옵서버로 참가하고 있다. 대만은 2009년부터 2016년까지 중화 타이베이라는 이름으로 옵서버로 참가했으나 양안 관계, 대만 문제로 인하여 참가하지 못하고 있다.
세계보건기구 회원국은 세계보건기구의 최고 의사 결정 기구인 세계보건총회(WHA)에 대표단을 파견한다. 모든 유엔 회원국은 세계보건기구 회원국으로 활동할 자격을 갖고 있으며 세계보건기구 웹사이트에 따르면 "세계보건총회의 간단한 투표를 통해 신청이 승인되면 다른 국가도 회원으로 가입할 수 있다."고 명시되어 있다. 세계보건총회는 세계보건기구의 모든 회원국이 참가하여 기구의 정책을 결정한다.
집행위원회는 기술적으로 보건 분야에서 자격을 갖춘 위원들로 구성되어 있으며 세계보건총회의 결정과 정책에 영향을 미친다. 또한 유엔 옵서버로 참여하고 있는 국제 적십자 위원회, 국제 적십자사·적신월사 연맹은 세계보건기구와의 "공식적인 관계"에 따라 여러 비정부 기구들과 함께 옵서버로 참가한다.

### 세계보건총회

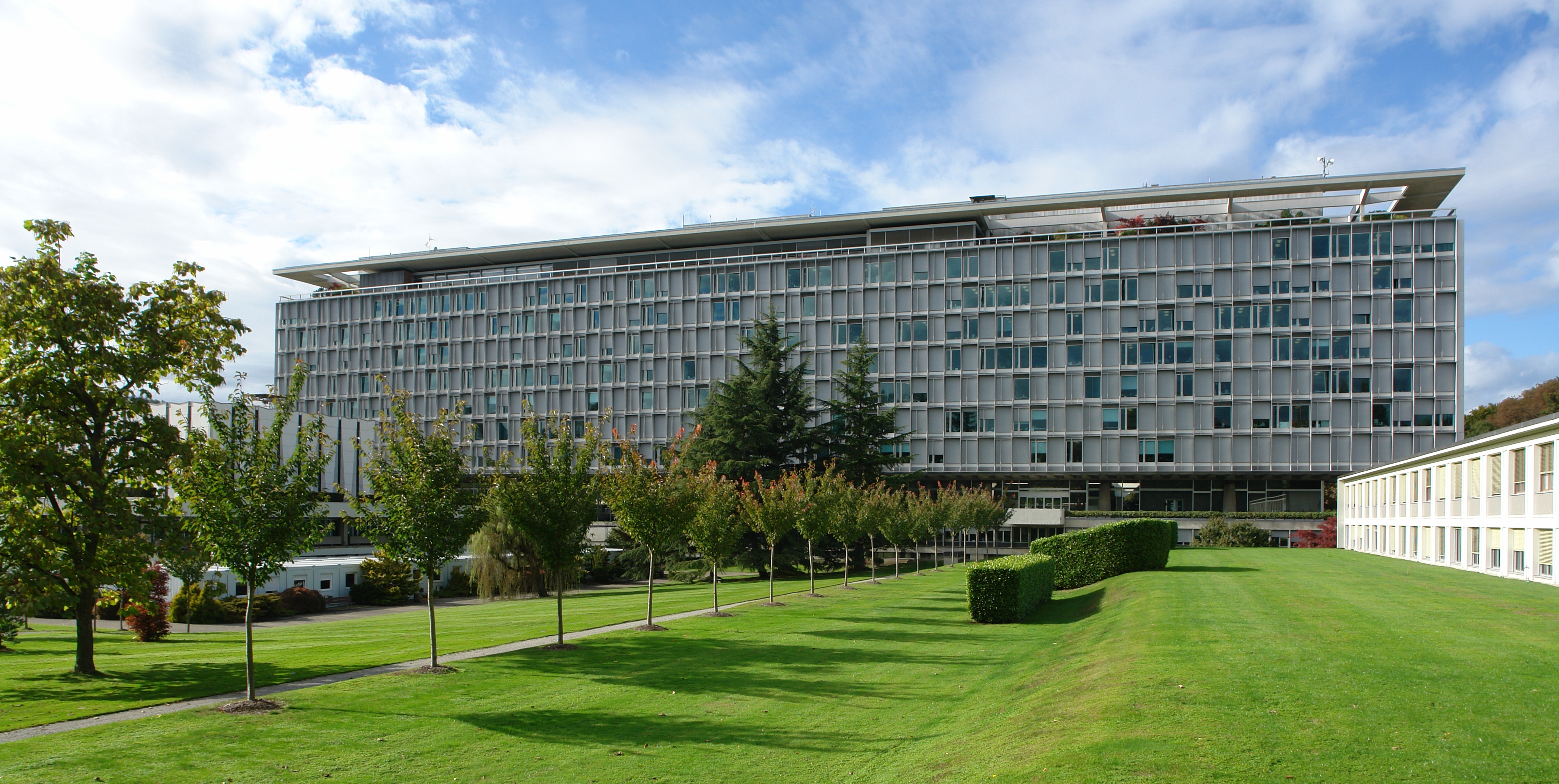
제네바에 있는 본부 건물

세계보건총회(World Health Assembly)는 통상적으로 제네바에서 매년 5월에 열리며 각국 대표가 모두 참가한다.
주요 직무는 2년제 프로그램 예산을 승인하는 것과 주요 정책에 관련된 문제를 결정하는 것이다. 보건총회는 최종 결정 과정이다.

### 간부회
간부회(혹은 집행이사회, Executive Board)는 보건분야의 기술적인 측면에서 적합한 34명으로 구성되어 있으며 각자 한 개 회원국에 의해서 세계 보건총회 때에 임명된다. 선출된 회원국의 임기는 3년이며, 각자 임명한 간부는 개인적 능력에 따라 업무를 담당하게 된다.
간부회는 매년 적어도 2회 미팅을 가지게 되며, 주요 미팅은 통상적으로 1월에 열리고, 5월 보건총회가 끝난 직후 두 번째로 더 간략한 미팅을 가진다.
간부회의 주요 직무는 WHO간부회 혹은 세계보건총회의 예산 및 결산, 주요 사업 전략 및 운영방안을 수집하고 검토하는 과정에서 결정과 정책을 실행시키고 충고 및 조장하는 것이다.
집행이사 역임 사례는 WHO 가입(1949년) 이후 총 7회이다. 주요 역할은 WHO 정책 결정에 있어 대한민국과 WHO 서태평양 지역의 보건 현안이 반영되도록 하는 것이다.
1. 1960년 - 1963년 : 이용승 전(前) 중앙보건소장
2. 1984년 - 1987년 : 이성우 당시 국립보건원장
3. 1995년 - 1998년 : 신영수 당시 한국보건의료관리연구원장
4. 2001년 - 2004년 : 엄영진 당시 보건복지부 사회복지실장
5. 2007년 - 2010년 : 손명세 당시 연세의대 교수
6. 2013년 - 2016년 : 전만복 당시 보건복지부 기획조정실장
7. 2020년 - 2023년 : 김강립 보건복지부 차관

### 사무국
사무국은 본부와 6개 지역사무국과 전 세계에서 근무하고 있는 8000명 내외의 전문 및 일반 서비스 분야 혹은 보건 에 관련된 전문가들로 구성되어 있다. 사무국은 국제 보건 총회에서 이사회에 의해 임명된 사무총장의 지휘 아래 있다. 사무총장은 한 명의 심의관(Deputy Director-General)과 또 한명의 사무총장보(Assistant Director-General)가 보좌한다.

#### 역대 사무총장
- 브록 치좀,  캐나다 (1948-1953);
- 마르콜리노 고메즈 칸다우,  브라질 (1953-1973);
- 할프단 말레르,  덴마크 (1973-1988).
- 나카지마 히로시,  일본 (1988-1998)
- 그로 할렘 브룬틀란,  노르웨이 (1998-2003)
- 이종욱,  대한민국 (2003년 1월 28일 - 2006년 5월 22일)
- 앤더스 노르드스트롬,  스웨덴 (2006년 5월 23일 - 2006년 11월 8일, 권한대행)
- 마거릿 챈,  홍콩 (2007년 1월 4일 - 2017년 7월 1일)
- 테워드로스 아드하놈 거브러이여수스,  에티오피아 (2017년 7월 1일 - 현재)

마거릿 챈 사무총장은 2006년 5월 22일 갑작스럽게 타계한 대한민국 국적의 이종욱 사무총장의 뒤를 이어 2006년 11월 9일 총회를 통해 선임되었다. 사무총장으로 임명되기 전에는 WHO의 전염성 질병부서의 사무총장보 겸 유행성 인플루엔자부서의 부서장(Director General)로서 근무 하였다. WHO에서 근무하기 전에는 홍콩에서 보건국장으로 근무하였으며, 9년간 국장으로서 재직기간 중 챈 박사는 1997년 첫 H5N1 조류독감 사태와 직면한 바 있다. 그녀는 2003년 성공적으로 홍콩의 SARS사태를 처리하였다. 또한 질병을 막고 보건상태를 개선시키기 위해 새로운 서비스를 착수하였다.

### WHO 지부

WHO의 지역 사무소:
아프리카; HQ: 브라자빌, 콩고 공화국
아메리카; HQ: 워싱턴 D.C., 미국
동지중해; HQ: 카이로, 이집트
유럽; HQ: 코펜하겐, 덴마크
동남아시아; HQ: 뉴델리, 인도
서태평양; HQ: 마닐라, 필리핀

WHO는 특징적으로 6개 지역으로 분산되어 있으며, 각 지역은 지역 위원회와 지역 사무국으로 구성되어 있다. 각 지역 사무소의 수뇌로는 지역총장이 있다. 지역 사무소들은 지역적 정책을 조직화하고 지역 활동을 관찰할 의무가 있다. 많은 국가 내에 WHO를 대표하여 WHO 활동을 담당하는 직원이 상주하여 국가 보건 프로그램을 계획하고 관리한다.
WHO 직원 가운데 40%는 전 세계 각국에서 WHO 대표로 일하거나 현지 프로그램에 관련된 일을 담당하고 있으며, 30%는 6개 지역 사무소에서 일하고 있고, 또 30%는 제네바 본부에서 근무하고 있다.
- 세계보건기구 아프리카 지역 사무소 (WHO AFRO)
  - 본부 소재지: 콩고 공화국 브라자빌
  - 관할 국가: 알제리, 가나, 나이지리아, 카메룬, 남아프리카 공화국, 세네갈, 말리, 에티오피아, 케냐, 앙골라, 가봉, 감비아, 기니, 기니비사우, 나미비아, 남수단, 니제르, 라이베리아, 레소토, 르완다, 마다가스카르, 말라위, 모리셔스, 모리타니, 모잠비크, 베냉, 보츠와나, 부룬디, 부르키나파소, 상투메 프린시페, 세이셸, 시에라리온, 에리트레아, 에스와티니, 우간다, 잠비아, 적도 기니, 중앙아프리카 공화국, 짐바브웨, 차드, 카보베르데, 코모로, 코트디부아르, 콩고 공화국, 콩고 민주 공화국, 탄자니아, 토고
  - 웹사이트: WHO 아프리카 지역 사무소

- 범아메리카 보건 기구 (Pan American Health Organization, PAHO)
  - 본부 소재지: 미국 워싱턴 D.C.
  - 관할 국가: 캐나다, 멕시코, 브라질, 아르헨티나, 칠레, 우루과이, 에콰도르, 페루, 콜롬비아, 베네수엘라, 볼리비아, 파라과이, 쿠바, 도미니카 공화국, 아이티, 자메이카, 트리니다드 토바고, 코스타리카, 파나마, 온두라스, 엘살바도르, 과테말라, 니카라과, 벨리즈, 가이아나, 그레나다, 도미니카 연방, 바베이도스, 바하마, 세인트루시아, 세인트빈센트 그레나딘, 세인트키츠 네비스, 수리남, 앤티가 바부다
  - 웹사이트: 범아메리카 보건 기구

- 세계보건기구 동지중해 지역 사무소 (WHO EMRO)
  - 본부 소재지: 이집트 카이로
  - 관할 국가: 이집트, 모로코, 튀니지, 리비아, 수단, 지부티, 소말리아, 파키스탄, 아프가니스탄, 시리아, 레바논, 요르단, 이란, 이라크, 사우디아라비아, 아랍에미리트, 쿠웨이트, 바레인, 카타르, 오만, 예멘, 팔레스타인
  - 웹사이트: WHO 동지중해 지역 사무소

- 세계보건기구 유럽 지역 사무소 (WHO EURO)
  - 본부 소재지: 덴마크 코펜하겐
  - 관할 국가: 영국, 독일, 프랑스, 이탈리아, 스페인, 네덜란드, 벨기에, 오스트리아, 스위스, 폴란드, 체코, 헝가리, 슬로바키아, 포르투갈, 그리스, 아일랜드, 덴마크, 스웨덴, 노르웨이, 핀란드, 아이슬란드, 에스토니아, 라트비아, 리투아니아, 룩셈부르크, 몰타, 키프로스, 이스라엘, 튀르키예, 러시아, 벨라루스, 우크라이나, 아르메니아, 몰도바, 조지아, 아제르바이잔, 루마니아, 불가리아, 세르비아, 크로아티아, 슬로베니아, 보스니아 헤르체고비나, 북마케도니아, 몬테네그로, 알바니아, 산마리노, 안도라, 모나코, 카자흐스탄, 우즈베키스탄, 키르기스스탄, 타지키스탄, 투르크메니스탄
  - 웹사이트: WHO 유럽 지역 사무소 보관됨 2010-05-21 - 웨이백 머신

- 세계보건기구 동남아시아 지역 사무소 (WHO SEARO)
  - 본부 소재지: 인도 뉴델리
  - 관할 국가: 조선민주주의인민공화국, 인도, 방글라데시, 스리랑카, 몰디브, 네팔, 부탄, 미얀마, 태국, 인도네시아, 동티모르
  - 웹사이트: WHO 동남아시아 지역 사무소

- 세계보건기구 서태평양 지역 사무소 (WHO WPRO)
  - 본부 소재지: 필리핀 마닐라
  - 관할 국가: 대한민국, 일본, 중국, 몽골, 베트남, 필리핀, 말레이시아, 싱가포르, 라오스, 브루나이, 오스트레일리아, 뉴질랜드, 피지, 파푸아뉴기니, 사모아, 바누아투, 솔로몬 제도, 통가, 키리바시, 나우루, 투발루, 마셜 제도, 미크로네시아 연방, 팔라우
  - 웹사이트: WHO 서태평양 지역 사무소

## 전략보건운영센터
이종욱 WHO 사무총장은 2003년 취임 직후 전략보건운영센터(Centre for Strategic Health Operations)를 만들도록 했다. 2004년 말 완공된 이 센터는 긴급상황이 발생하면 30분 안에 관계자가 모여 회의를 열 수 있도록 했다. 또한 병이 발생한 나라는 의무적으로 WHO에 즉시 보고하도록 하는 '국제보건협약'을 제안했다. 2020년 기준으로 190여 WHO 회원국이 전염병 발생 즉시 24시간 이내에 스위스 제네바 WHO 본부에 이를 통보하고 있다. 이 시스템은 신종플루와 중동호흡기증후군(MERS) 발병 때에 중요한 역할을 했다.
2005년 조류독감 창궐 당시 "WHO가 전염병 위험을 과장해 세계를 공포에 몰아 넣고 있다"며 이종욱 WHO 사무총장이 양치기 소년이라는 비판을 받았다. 그는 당시 비난 여론에 "나중에 희생자 숫자가 예상보다 적어 욕을 먹는 한이 있어도 지금 사람들에게 그 위험성을 널리 알려 대비하도록 하기 위함"이라며 자신의 신념을 굽히지 않았다. 그는 비판에 굴하지 않고 전염병 전문가를 파격적으로 요직에 발탁했으며, WHO의 판데믹 인플루엔자 대응 체제를 재편했다. 그리고 2006년에 급사했다. 그의 사후 그를 기념하기 위해 전략보건운영센터를 '이종욱 전략보건운영센터 '(JW Lee Center for Strategic Health Operations)로 부르게 되었다. WHO가 과도하게 위험을 경고하면, 전세계 경제가 무너지기 때문에, 각국 정부가 크게 화를 낼 수 있다.

## 비판과 논란

### IAEA와의 관계
1959년 세계보건기구(WHO)는 국제원자력기구(IAEA)와 함께 세계보건총회(WHA) 12-40 협정에 서명했다. 이 협정에 따르면 "국제원자력기구는 원자력과 관련된 일부 분야에 대한 세계보건기구의 연구나 작업의 수행을 저지할 수 있다. 세계보건기구는 보건 증진에 관한 역할을 수행하기 위하여 어떠한 편견 없이 핵에너지의 평화적 이용에 대한 국제원자력기구의 사명을 인정한다."고 명시되어 있다. 이 때문에 세계보건기구는 체르노빌 원자력 발전소 사고, 후쿠시마 제1 원자력 발전소 사고와 관련된 방사능 문제에 대해 소극적인 입장을 표명했다는 지적이 제기되었다.

### 에볼라 범유행과 관련된 논란
2014년에 일어난 서아프리카 에볼라 유행으로 인하여 세계보건기구는 관료주의, 불충분한 자금 지원, 지역 구조, 직원 배치 문제에서 비판의 대상이 되었다. 세계보건기구의 에볼라 대응에 대한 내부 보고서에 따르면 기존 시스템의 주요 약점으로 낮은 자금 지원, 개발 도상국 의료 시스템의 '핵심 역량' 부족을 지적했다.
마거릿 챈 사무총장은 2015년에 열린 연례 세계보건총회에서 미래의 비상사태에 대한 신속한 대응을 위해 1억 달러 규모의 비상대비기금을 발표했으며 2016년 4월까지 2,690만 달러를 지원받았다. 2016-17년 보건 비상사태 프로그램에 대해 4억 9,400만 달러를 추가 예산으로 책정했고 2016년 4월까지 1억 4,000만 달러를 지원받았다.
이 프로그램은 세계보건기구의 직접적인 행동을 위한 역량을 재구축하기 위한 것이었는데 외교 평론가들은 지난 10년 동안 조직에서 현장 활동을 위해 회원국에 의존하는 자문 역할을 맡긴 예산 삭감으로 인해 잃었다고 지적했다. 이에 비해 선진국들은 2013년부터 2016년까지 일어난 에볼라 유행, 2015-2016년 지카바이러스 유행 지카 전염병 등에 수십억 달러를 쏟아부었다고 지적했다.

### 코로나19 범유행과 관련된 논란
도널드 트럼프 미국 대통령은 2020년 4월 14일에 세계 보건 기구가 코로나19 범유행 대응에 실패했다는 입장을 표명했다. 도널드 트럼프 대통령은 에티오피아의 외무장관을 역임했던 테워드로스 아드하놈 거브러이여수스가 2017년 7월에 중국의 지지를 받아 세계 보건 기구 사무총장에 당선되었다는 사실을 지적했다. 이에 세계 보건 기구는 도널드 트럼프의 주장에 유감을 표명하면서 자신들이 코로나19의 등장을 세상에 알렸다고 해명했다.
도널드 트럼프 대통령은 세계 보건 기구가 미국의 막대한 자금 지원에도 불구하고 중국에 편향되어 있다고 지적하는 한편 미국에서 일어난 코로나19 범유행과 관련된 피해에 대해 세계 보건 기구에게 책임이 있다고 지적했다. 미국은 세계 보건 기구의 전체 예산 가운데 25% 수준인 5억 달러의 자금을 지원했다. 미국은 2019년에 세계 보건 기구에 4억 달러의 자금을 지원했는데 이는 전체 예산 가운데 15% 가량에 해당하는 자금이다. 세계 보건 기구의 연간 예산은 약 60억 달러 규모(2019년 기준)인데 미국은 전체 회원국들의 예산 분담금 중 10%에 이르는 5억 5,300만 달러를 분담했다.
도널드 트럼프 대통령은 2021년도 세계 보건 기구에 대한 기여금 예산을 2020년 규모(1억 2,200만 달러)의 절반 수준인 5,800만 달러로 축소할 것을 미국 의회에 요청했다. 그러나 도널드 트럼프 대통령은 2020년 5월 18일에 세계 보건 기구에 대한 미국의 자금 지원을 중단한다고 선언했고 2020년 5월 29일에는 미국의 세계 보건 기구 탈퇴를 검토하겠다고 밝혔다. 여기에 도널드 트럼프 대통령은 2020년 7월 7일에 유엔을 통해 미국이 2021년 7월 6일을 기해 세계 보건 기구에서 탈퇴한다고 공식 통보했다. 하지만 2020년 미국 대통령 선거에서 당선된 조 바이든은 자신이 대통령에 취임하면 미국의 세계 보건 기구 탈퇴 결정을 무효 처리하겠다고 밝혔고 2021년 1월 20일에 안토니우 구테흐스 유엔 사무총장에게 보낸 서한을 통해 미국의 세계 보건 기구 탈퇴 결정을 취소한다고 통보했다.

## 같이 보기
- 건강 증진
- 건강도시
- 국제 노동 기구